# Intesa Sanpaolo
Intesa Sanpaolo, «Инте́за Санпа́оло» — итальянская банковская группа, являющаяся лидером на рынке банковских услуг в Италии и одной из крупнейших банковских групп еврозоны, базируется в Турине, имеет значительное присутствие в странах Центральной и Восточной Европы. Является финансовым конгломератом, помимо банкинга занимается также страхованием и управлением активами. Известна, среди прочего, тем, что финансирует реставрацию произведений искусства и выставки в России и Италии.
Intesa Sanpaolo образована 1 января 2007 года в результате слияния двух ведущих итальянских банков — Banca Intesa и Sanpaolo IMI. В России действует дочерний банк — АО «Банк Интеза».

## История

### Banca Intesa
Старейшим предшественником является благотворительный фонд Central Charity Commission (CCC), основанный в Ломбардии в 1816 году. В 1823 году этот фонд учредил сберегательный банк Cassa di Risparmio di Milano (Сберегательная касса Милана), позже он расширил деятельность на всю провинцию Ломбардия и сменил название на Cassa di Risparmio delle Provincie Lombarde (CARIPLO). С 1864 года CARIPLO начал выдавать ипотечные кредиты, а с 1920-х годов — кредиты фермерам. После Второй мировой войны было создано подразделение по обслуживанию малого и среднего бизнеса. В 1982 году был поглощён банк Istituto Bancario Italiano, что позволило расширить деятельность на всю Италию, а также добавило зарубежные филиалы. В 1991 году CARIPLO, до того находившийся под контролем муниципальных властей, был преобразован в акционерное общество.
Другим важным предшественником является Banco Ambrosiano, основанный в 1896 году группой миланских католиков. В 1971 году его генеральным директором стал Роберто Кальви. В 1977 году были поглощены два небольших банка, Banco di Imperia и Banca Mobiliare Piemontese. В 1981 году Banco Ambrosiano с большим скандалом обанкротился, Кальви бежал в Лондон, где через несколько месяцев был найден мёртвым. По инициативе Банка Италии Banco Ambrosiano был реорганизован в Nuovo Banco Ambrosiano, его возглавил Джованни Базоли (Giovanni Bazoli). Вскоре произошло слияние с Banca Cattolica del Veneto; он был основан в 1892 году, после Второй мировой войны попал под контроль Банка Ватикана. Образовавшийся в результате слияния Banco Ambrosiano Veneto продолжил рост за счёт поглощений, в частности был куплен итальянский филиал американской Citigroup.
В 1997 году начались переговоры о слиянии Ambrosiano Veneto с CARIPLO, в результате в 1998 году возник Banca Intesa; он стал крупнейшим банком Италии с активами 150 млрд долларов и 1800 отделениями. Сразу после слияния Intesa начал приобретать акции недавно приватизированного Banco Commerciale Italiano, к 2000 году полностью его поглотив. В 2002 году банк возглавил Коррада Пассера (Corrada Passera); под его руководством было сокращено 5 тыс. сотрудников, а также продано большинство филиалов в Латинской Америке, Европе и Канаде. В 2004 году был куплен контрольный пакет акций турецкого Garanti Bank.

### Sanpaolo IMI
Название San Paolo (Апостол Павел) восходит к благотворительному фонду Campagnia della Fede Cattolica sotto l’Invocazione di San Paolo, созданному в 1563 году в Турине; он относился к категории монте ди пьета, некоммерческим ломбардам. Среди поглощённых институтов есть и ещё более старый — Sacro Monte di Pieta, основанный в 1539 году в Неаполе, позже он был преобразован в Banco di Napoli.
Великая депрессия в начале 1930-х годов нанесла серьёзный ущерб экономике Италии, в результате многие крупные банки оказались национализированными, в том числе Sanpaolo (в 1932 году). В 1931 году правительством был создан инвестиционный банк Istituto Mobiliare Italiano (IMI) для средне- и долгосрочного кредитования, в частности государственных проектов по развитию промышленности. В 1992 году благотворительный фонд Sanpaolo выделил своё банковское подразделение в акционерное общество San Paolo di Torino, акции которого были размещены на бирже. В 1994 году на бирже были размещены акции IMI. В ноябре 1998 года произошло слияние San Paolo di Torino с IMI, в результате образовался банк Sanpaolo IMI. В 2000 году был поглощён Banco di Napoli, что расширило сеть отделений на юг Италии и увеличило размер активов до 172 млрд евро. В 2002 году был поглощён Cardine Banca, вобравший в себя целый ряд небольших итальянских банков.

### Intesa Sanpaolo
Слияние Banca Intesa и Sanpaolo IMI произошло в начале 2007 года. В 2008 году был поглощён Banca CR Firenze. В 2020 году был поглощён UBI Banca.

## Деятельность
По данным на конец 2020 года совокупные активы Intesa Sanpaolo составили 1,002 трлн евро. Объём выданных кредитов — 461,6 млрд евро, привлеченных банковских депозитов — 525 млрд евро, страховых депозитов и технических резервов — 175,3 млрд евро. У группы 6314 отделений, из них 5300 в Италии.
Группа состоит из следующих подразделений:
- Banka dei Territori — розничные банковские услуги в Италии; 44 % выручки.
- IMI Corporate & Investment Banking — корпоративные банковские услуги в Италии и других странах; 23,5 % выручки.
- Страхование — страхование жизни, имущества, пенсионное и медицинское страхование в Италии и других странах; 6,8 % выручки.
- Управление активами — 4,7 % выручки.
- Частный банкинг — 10,6 % выручки.
- Зарубежные дочерние компании — 10,4 % выручки.
- UBI Group — купленный в августе 2020 года итальянский банк.

Основным регионом деятельности является Италия, на неё в 2020 году пришлось 15,2 млрд из 19 млрд евро, на остальную Европу — 3 млрд евро, на другие регионы — 800 млн евро.

### Деятельность банковской группы в Италии
Банковская группа занимает лидирующие позиции практически во всех областях банковской деятельности в Италии (розничные клиенты, корпоративные клиенты, управление состоянием). В Италии насчитывается 4800 отделений, обслуживающих более 11,1 млн клиентов. Филиалы и представительства Intesa Sanpaolo обслуживают 19,5 миллионов клиентов в 40 странах мира.
По данным на 30 сентября 2013 года Intesa Sanpaolo занимает первое место в Италии по объёму выданных кредитов (доля рынка составляет 15,1 %) и привлеченных средств клиентов (16,7 %), по объёму активов в доверительном управлении (23 %) и факторингу (32,4 %). Intesa Sanpaolo контролирует 23,8 % рынка пенсионных фондов.

### Деятельность за пределами Италии
Банковская сеть группы Intesa Sanpaolo является международной и присутствует в Центральной и Восточной Европе, а также в Средиземноморском регионе. За пределами Италии насчитывается более 1900 отделений, которые обслуживают около 8,5 миллионов клиентов дочерних компаний, и предоставляют услуги розничного и коммерческого банкинга в 13 странах. Представительства банка специализирующиеся на обслуживании корпоративных клиентов имеются в 34 странах, в том числе в США, России, Китае и Индии.

## Финансовые показатели
|                     | 2010  | 2011   | 2012  | 2013   | 2014  | 2015  | 2016  | 2017  | 2018  | 2019  | 2020  | 2021  | 2022  | 2023  |
| ------------------- | ----- | ------ | ----- | ------ | ----- | ----- | ----- | ----- | ----- | ----- | ----- | ----- | ----- | ----- |
| Выручка             | 13,29 | 11,50  | 13,10 | 8,919  | 12,18 | 13,98 | 12,98 | 13,51 | 15,05 | 15,74 | 14,15 | 17,77 | 18,02 | 23,03 |
| Чистая прибыль      | 2,705 | -8,190 | 1,605 | -4,550 | 1,251 | 2,739 | 3,111 | 7,316 | 4,050 | 4,182 | 3,277 | 4,185 | 4,379 | 7,724 |
| Активы              | 658,8 | 639,2  | 673,6 | 626,3  | 646,4 | 676,5 | 725,1 | 796,9 | 787,8 | 816,1 | 1003  | 1069  | 974,6 | 963,6 |
| Собственный капитал | 53,53 | 47,04  | 49,32 | 44,52  | 44,68 | 47,78 | 48,91 | 56,21 | 54,02 | 55,97 | 65,87 | 63,78 | 61,10 | 63,96 |

## Основные акционеры
Крупнейшими акционерами группы Intesa Sanpaolo по данным на 2024 год являются, в основном, итальянские благотворительные фонды, которые, по закону Амато (Legge Amato) 1990 года должны были отделить свои банковские операции в самостоятельные организации:
- Compagnia di San Paolo — 6,503 %;
- Fondazione Cassa di Risparmio delle Provincie Lombarde — 5,258 %;
- Fondazione Cassa di Risparmio di Padova e Rovigo — 1,827 %;
- Fondazione Cassa di Risparmio di Firenze — 1,789 %;
- Fondazione Cassa di Risparmio in Bologna — 1,334 %;
- Norges Bank — 1,250 %;
- Fondazione Cassa di Risparmio di Cuneo — 1,091 %.

## Дочерние организации
Банковская сеть группы Intesa Sanpaolo на 2020 год включает в себя:
- UBI Banka (Италия, 1742 отделения)
- Fideuram (Италия, 230 отделений)
- IWBanka (Италия, 22 отделения)
- Banka 5 (Италия, 1 отделение)
- Intesa Sanpaolo Bank Albania (Албания и Греция, 35 отделений)
- Intesa Sanpaolo Banka Bosna i Hercegovina (Босния и Герцеговина, 47 отделений)
- Privredna Banka Zagreb (Хорватия, 161 отделение)
- VUB Banka (Чехия, 1 отделение, Словакия, 186 отделений)
- Bank of Alexandria (Египет, доля 20 %, 176 отделений)
- CIB Bank (Венгрия, 63 отделения)
- Intesa Sanpaolo Bank Ireland PLC (Ирландия, 1 отделение)
- Fideraum Bank Luxemburg (Люксембург, 1 отделение)
- Intesa Sanpaolo Bank Luxemburg (Люксембург и Нидерланды, по 1 отделению)
- «Эксимбанк» (Молдавия, 17 отделений)
- Intesa Sanpaolo Bank Romania (Румыния, 32 отделения)
- Banca Intesa (Россия, 28 отделений)
- Banca Intesa Beograd (Сербия, 155 отделений)
- Intesa Sanpaolo Bank (Словения, 46 отделений)
- Intesa Sanpaolo Private Bank (Швейцария, 2 отделения, Великобритания, 1 отделение)
- Intesa Sanpaolo Brasil (Бразилия, 1 отделение)
- «Правэкс-банк[укр.]» (Украина, 45 отделений)

## Художественное собрание

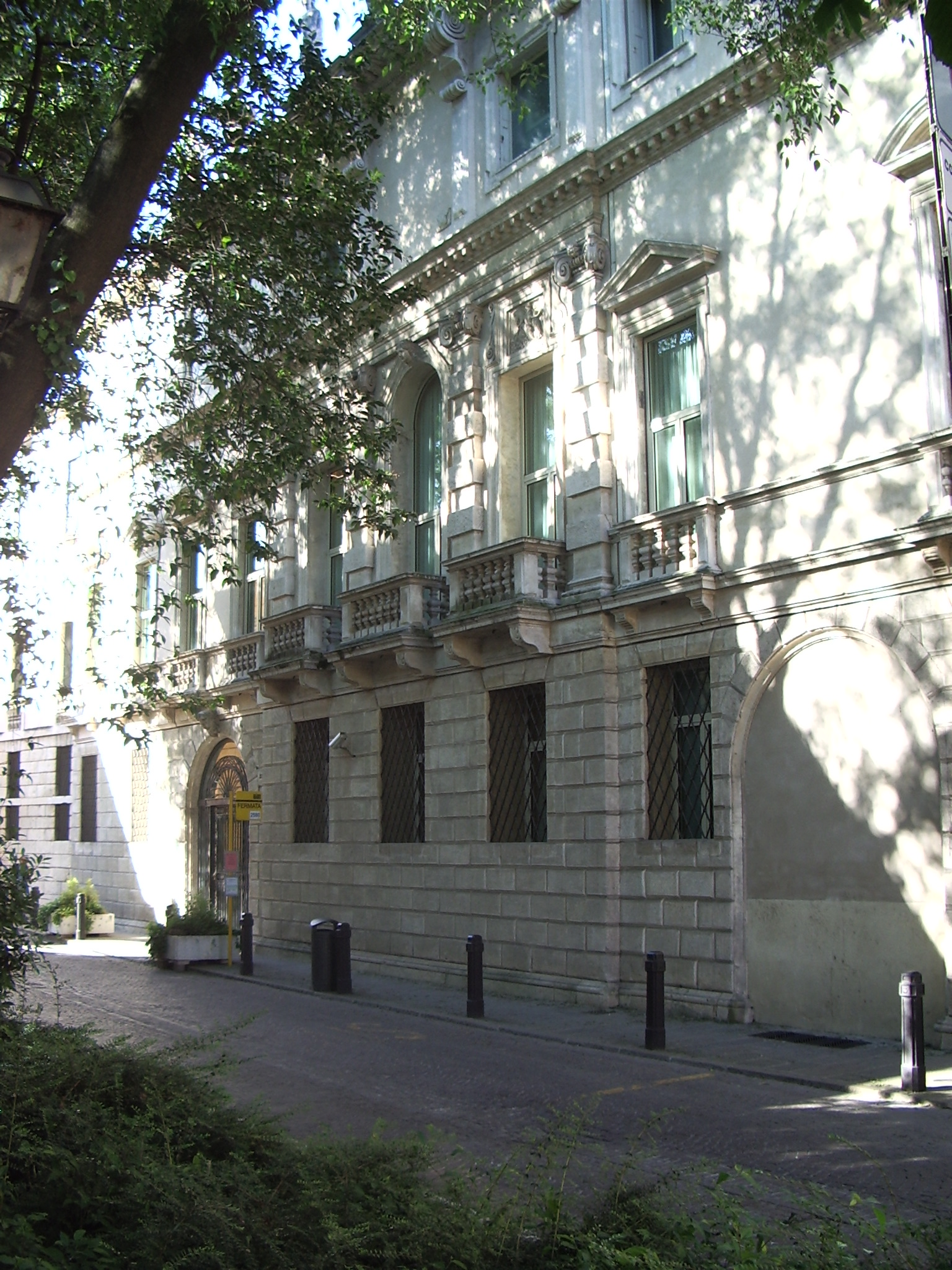
Палаццо Леони Монтанари

В распоряжении банка Intesa Sanpaolo находятся интересные собрания искусства начиная со времён античности, включающие более 30 тысяч единиц; из этого числа 3700 произведений искусства относятся к ценным художественным активам и оцениваются в 300 млн евро. В частности, банк известен как обладатель крупнейшего и ценнейшего собрания русского средневекового искусства (икон) за пределами России. Собрание, из которого 140 наиболее значимых экспонатов выставлены в палаццо Леони Монтанари в Виченце, достаточно полно представляет эволюцию русской культовой живописи с XIII по XIX века.
Иконы, представленные в собрании, по сведениям самого банка, частично происходят из коллекции венецианского банкира, имя которого не афишируется. Впоследствии миланский банк Banco Ambrosiano Veneto пополнял собрание приобретением икон на аукционах.

Русские иконы из собрания Intesa
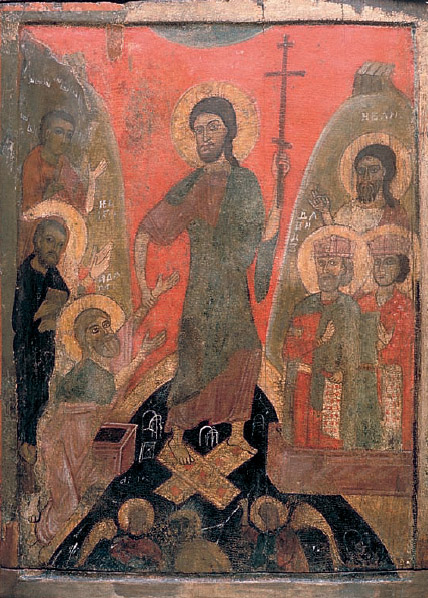
«Сошествие во ад» (конец XIII века)
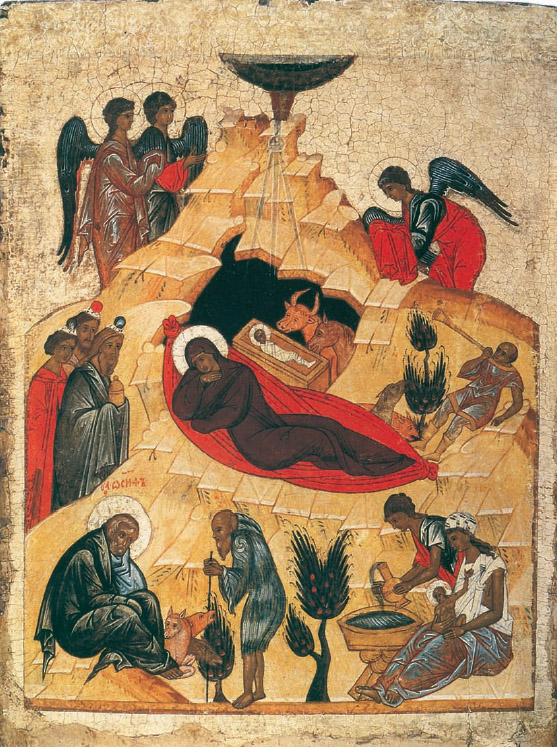
«Рождество Христово» (XV век, из церкви в Гостинополье)
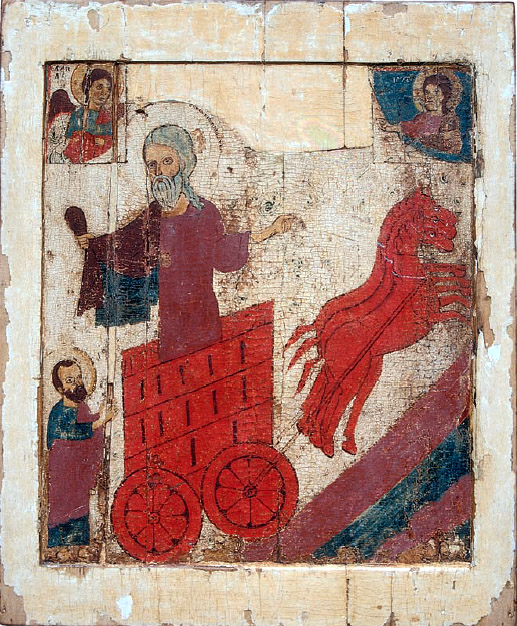
«Вознесение пророка Илии» (конец XIII века)